# Макдональд, Джейсон
Джейсон Энтони Макдональд (род. 3 июня 1975, Нью-Гласгоу, Новая Шотландия) — бывший канадский боец смешанных единоборств. Профессионально выступал с 1999 по 2013 год. Лучше всего запомнился своими выступлениями в UFC, но также дрался в King of the Cage и Maximum Fighting Championship. Известен своими навыками грэпплинга, 19 из 25 его побед в карьере были одержаны удушающими или болевыми приемами.

## Карьера в смешанных единоборствах

### Ранняя карьера
Макдональд начал свою карьеру в местных канадских промоушенах, включая MFC, набив профессиональный рекорд 16-7, который включал победы над ветеранами UFC Джо Доерксеном, Гидеоном Рэем и Биллом Махудом.

### Выступление в Ultimate Fighting Championship
Макдональд дебютировал в UFC 10 октября 2006 года на турнире Ortiz vs. Shamrock 3: The Final Chapter против финалиста The Ultimate Fighter 3 Эда Хермана. Макдональд выиграл бой удушающим ударом, треугольником, в первом раунде.
Всего в UFC провел 14 боев, 6 побед и 8 поражений.
Завершил карьеру бойца смешанного стиля после поражения нокаутом Тому Лоулору на UFC on Fuel TV: The Korean Zombie vs. Poirier 15 мая 2012 года.

## Титулы и достижения
Ultimate Fighting Championship
- Премия нокаут вечера (1 раз) — против Джо Дорксена
- Премия прием вечера (3 раза) против Криса Лебена, Эда Хермана, Джейсона Ламберта.

Absolute Fighting Championships
- Чемпионат AFC в полутяжелом весе (1 раз).

## Статистика в смешанных единоборствах
| Боёв 41  | Побед 25 | Поражений 16 |
| -------- | -------- | ------------ |
| Нокаутом | 3        | 6            |
| Сдачей   | 19       | 5            |
| Решением | 3        | 5            |

## Личная жизнь
У Макдональда и его жены Келли четверо детей: сыновья Тристин и Кил и дочери Джетт и Тру.
Джейсон также является тренером по кроссфиту и работает в штаб-квартире CrossFit, совместно преподает курс сертификации тренеров CrossFit Level.